# Complementarità

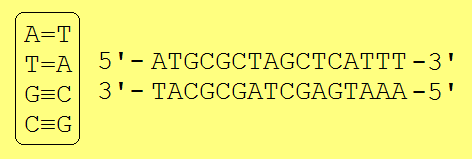
A sinistra sono raffigurati i nucleotidi che formano il DNA, ognuno con il proprio complementare. Tra A e T ci sono due legami idrogeno, tra C e G i legami sono 3. Sulla destra un esempio di sequenza di DNA con la propria sequenza complementare.

Il concetto di complementarità in biologia molecolare si riferisce a molecole di DNA o RNA a doppio filamento o ibridi temporanei tra le due. Queste infatti consistono di due filamenti complementari di nucleotidi, che non sono legati covalentemente, bensì connessi via due o tre legami idrogeno. 
Per ogni nucleotide esiste un solo nucleotide complementare, ovvero che può formare un legame idrogeno con il primo: adenina e timina (DNA) / uracile (RNA) sono complementari tra loro, così come guanina e citosina. Sfruttando queste informazioni, è possibile ricostruire la sequenza nucleotidica del filamento complementare di un filamento di DNA la cui sequenza sia nota. 